# Žakarovce
Žakarovce es un municipio del distrito de Gelnica en la región de Košice, Eslovaquia, con una población estimada a final del año 2024 de 676 habitantes.
Se encuentra ubicado al oeste de la región, en el valle del río Hernád y cerca de la frontera con la región de Prešov.

## Demografía
| Año        | 1994 | 2004    | 2014    | 2024     |
| ---------- | ---- | ------- | ------- | -------- |
| Población  | 766  | 761     | 758     | 676      |
| Diferencia |      | −0,65 % | −0,39 % | −10,81 % |

| Año        | 2023 | 2024    |
| ---------- | ---- | ------- |
| Población  | 681  | 676     |
| Diferencia |      | −0,73 % |